# Thierry Marignac
Pour les articles homonymes, voir Marignac.
Thierry Marignac, né en 1958, est un écrivain et traducteur français.

## Biographie

### Dada et Bazooka
Sa première nouvelle paraît en 1980 dans Paris Noir, recueil édité par le Dernier Terrain Vague en compagnie de 18 autres auteurs dont Léo Malet, A.D.G., Pierre Siniac, Hervé Prudon… Cette maison d’édition, aujourd’hui disparue, est aussi alors celle du groupe Bazooka. La liaison n’est pas anodine. Plus qu’un simple lien de génération avec ce collectif d’artistes peintres et dessinateurs, on retrouve dans les romans de Thierry Marignac le même goût pour une esthétique âpre et tranchante, propre à l'univers de la Figuration critique. De même, ses romans sont campés dans des univers rudes, jamais exempts de cruauté rampante, où flotte en suspension une oppression totalitaire qu’elle soit fasciste, communiste, ou simplement mafieuse. Sous ce climat de ciel sale, survivent des personnages à la fois insurgés et défaitistes. Cet apparent paradoxe pose un climat dans lequel les intrigues se tendent. Les décors y semblent parfois en noir et blanc. L’esthétique industrielle rappelle alors celle du mouvement Dada des années 1916-1925.
Plus encore que ses romans précédents, Renegade Boxing Club, publié à la Série Noire en janvier 2009, s’appuie dans ses effets de composition sur cette esthétique déroutante. Le héros évolue dans deux univers totalement diffractés qui entretiennent le malaise comme dans les tableaux de Nikolai Ovchinnikov, né à Moscou en 1958. Télescopage de mondes a priori parallèles, intrigues mettant en tension des mécanismes d’aliénation, héros égaré à la recherche d’une nouvelle intégrité dans la communauté des hommes. Une « odyssée au cœur des ténèbres » écrit Le Figaro. Dans cet univers de sasses de sous-mariniers soviétiques passent des mafieux russes et des boxeurs noirs du New Jersey. Il s’y déploie : « Un monde où rien ni personne ne peut concevoir d’être pur sans s’abandonner soit à la compromission, soit à la perte. [...] Un monde où ce qui est extérieur à un carré de cordes est dévoyé ». Après un lent travail de sape, le conflit surgit le plus souvent brusquement, comme le gauche fatal d'un boxeur : « La construction très cinématographique, les ellipses et l’écriture syncopée, jazzée aurait dit Céline, exprime admirablement le désordre du monde ».
Thierry Marignac qui a pratiqué la boxe en amateur pendant plusieurs années[réf. nécessaire] d’en tirer des scènes rares en littérature par leur précision et leur volume[Interprétation personnelle ?], utilise là ce sport comme système d’échange, donc comme langage entre un traducteur sous influence et une « tribu » du ghetto noir de Newark[Lequel ?]. Leur « conversation » est très loin des clichés habituels sur les gangs, où la part d’humanité est autant à prendre chez les vrais caïds que chez les faux prêcheurs[Interprétation personnelle ?]. Néanmoins, au fur et à mesure, l’auteur transcende ses combats de boxe en un acte de réconciliation intérieure. Finalement, la paix des cœurs se gagne à coups de poing dans la fraternité du ring. Ce jeu avec les paradoxes dérange, mais reste essentiel dans la tension qu’impose l’aspect formel de ce roman.
Il est difficile de ne pas faire la relation avec Arthur Cravan, poète et boxeur, et figure du mouvement Dada, et déserteur de trois armées durant la guerre de 14. Cette notion de désertion est centrale dans les romans de Thierry Marignac, en tant que matrice dramatique. On la trouve dans Renegade Boxing Club, titre que l’on peut traduire par le « club de boxe du renégat », mais aussi dans les autres qu'il s'agisse de Fuyards, À quai, 9"79… En fait, de l'échappée à la fuite en avant, seule la mise en œuvre de cette désertion varie. Toutefois si Thierry Marignac avait eu à trancher dans la rivalité littéraire qui opposa Arthur Cravan à Blaise Cendrars, il est très probable qu’il eût choisi le camp du manchot Suisse ; son livre préféré restant Moravagine.

### Formation et controverse
En 1981, Thierry Marignac crée avec l’écrivain Pierre-François Moreau et le photographe Serge Van Poucke Acte Gratuit, un gratuit littéraire parisien. Au cours du début des années 80, on retrouve sa signature dans divers magazines et journaux. Et qu’il s’agisse de portraits ou de reportages, on perçoit déjà son goût marqué pour les personnages en rupture, entre autres exemples : l’écrivain Edouard Limonov, la chanteuse Nico, le décathlonien anglais Daley Thompson… Ce goût se retrouve d'ailleurs dans son travail de traducteur, avec là entre autres exemples : Carl Watson, Phillip Baker, Jim Thompson, Sarah Schulman, Kathy Acker, Bruce Benderson… Lui-même se présente d’ailleurs comme un autodidacte ; aujourd’hui traducteur de l’anglais pour l’UNESCO, ou diplômé en russe de l’Institut des Langues orientales, il quitte pourtant le lycée sans passer le baccalauréat. Durant cette décennie 80, il effectue d’ailleurs de longs séjours en Angleterre, aux États-Unis et en URSS, notamment en Ukraine. Il en fera de même au cours des décennies suivantes.
Cet attrait tout littéraire pour ce type de héros en rupture se concrétise en 1988 avec Fasciste, son premier roman. Le livre raconte l’itinéraire d’un jeune homme qui, plus par nihilisme que par conviction, s’engage dans un parti d’extrême droite jusqu’à tenter de le faire exploser. Ce texte est, à sa sortie, remarqué pour son style et controversé pour le malaise qu’il inspire : « Fasciste fit l’effet d’un uppercut d’Hagler au menton d’une France estampillée Touche pas à mon pote ». « (…) le titre (est) impossible. Mais comment a-t-on pu le lire autrement qu’un désarroi qui cherche l’exaltation ? La connaissance des milieux fascistes de même que la parfaite construction du livre ne peuvent déranger. Ce qui dérange c’est le style, il colle au propos. On l’aurait sans doute voulu « distancié » alors que la distance est justement dans l’échec et l’obstination », écrit Hervé Prudon.
Le poète, romancier et critique littéraire Jérôme Leroy décrit quant à lui Thierry Marignac comme faisant « partie d’une très vieille tribu littéraire, celle des écrivains dont Octave Mirbeau disait qu’ils se réveillent en colère et se couchent furieux ». Cette relation avec l’auteur du Journal d’une femme de chambre ne va pas sans faire écho au scandale que suscita le livre de Mirbeau en son temps pour la description sans fard d’une société provinciale française. Même scandale avec l'adaptation qu'en fit en 1964, et en français, l’Espagnol Luis Buñuel, où se croisent fascisme, abjection, perversion et exaltation et où, à l’instar des romans de Marignac, la seule corde à laquelle se pendre semble être un nihilisme désespéré.
« Que Thierry Marignac ait essentiellement œuvré dans le roman noir, où il a introduit une bienheureuse économie du machisme à l’époque de l’indifférenciation sexuelle généralisée, n’a fait que renforcer sa mauvaise réputation : celle d’un styliste bipolaire et paranoïaque qui a pris ses leçons chez Jacques Rigaut et Arthur Cravan plutôt que dans la droite littéraire post-hussarde à laquelle, sous prétexte qu’il a les cheveux courts et qu’il sait boxer, on l’a assimilé un peu facilement. »

### Tension et exaltation
Style tendu et personnages exaltés traversent donc toute son œuvre : « Avec ce roman traversé par de multiples énergies de sens et quelques lignes de haute tension », écrit Sébastien Lapaque à propos de Renegade Boxing Club.
Tension et exaltation sont bien dans l’esprit d'une certaine littérature russe avec des auteurs, tel Aguéev, par exemple, et ou des œuvres, tels Les Possédés — notons que Thierry Marignac a traduit un passage inédit de ce roman de Dostoïevski, qui reparaît aux éditions Omnibus. Ou que Dessaignes, le héros de Renegade Boxing Club, est hanté par la poésie de Sergueï Essenine. Quant à la relation avec Aguéev, auteur de Roman avec cocaïne, c’est bien sûr la drogue. « Coulures » chère à la Figuration Libre déformant la perception, projetant les personnages dans la paranoïa ou la déshumanisation. « Ce qui importe à l'homme ce ne sont pas les événements survenus dans sa vie, mais seulement la répercussion de ces événements dans sa conscience », écrit Aguéev dans Roman avec cocaïne, phrase où l'on pourrait aisément substituer « événements» par « drogues ». La drogue, comme l’alcool, se trouve partout en filigrane, ou directement à l’œuvre dans : Le pays où la mort est moins cher, ou encore 9”79… Et aussi dans un document dans la lignée de ceux d’Albert Londres, Vint, le roman noir des drogues en Ukraine : « Ce journal de voyage est tout à la fois un reportage extraordinaire et une œuvre littéraire à part entière». Il y mène une longue enquête au cours de l'hiver 2004-2005, en pleine Révolution orange. « L'auteur, qui s'est familiarisé avec la langue russe et la culture de l'ex-empire soviétique au cours de plusieurs séjours en Russie décode ici un univers implacable, avec une touche d'exotisme rouge et d'humour noir ». Précisons qu’à la suite de la parution de ce livre sur la toxicomanie en Ukraine, la Croix-Rouge a décidé de s’intéresser au Club NA (Narcotic Anonymous) de Kiev avec qui l’auteur avait opéré au cours de son enquête, et a financé une partie de leur travail.
Se coulant dans la noirceur du ton et l’exaltation du style, les héros de Marignac progressent donc en rupture. Ils sont manifestement piégés entre un état de renégat à l’égard de l’ordre établi et la soumission à des forces obscures aussi indignes que dangereuses. Tel « Dessaignes, (le héros de RBC) qui devra choisir entre les traductions falsifiées et la «grammaire» de la boxe ».
Tout en haut du podium de la relégation, médaillé d’or pourrait-on dire, son héros le plus fulgurant est sans contexte B.J., coureur malheureux du 9’’79, que l’on connaît sous le nom de Ben « Benzédrine » Johnson, champion olympique de Séoul, déchu sous les huées pour dopage deux heures après sa victoire en 1988.

### Contexte et politique
Tel un bouillon répulsif que ses héros tentent d’avaler comme une ciguë, l’ensemble de ses romans baigne dans un « brouet » politique, qu’ils soient européens, ou mondialisés. Fasciste se déroule à Paris, au moment des mouvements étudiants de 1986, ainsi qu'à l'intérieur d'un parti d'extrême droite, et aussi en Irlande du Nord pour finir au Tchad. Cargaison se passe à Berlin au lendemain de la chute du Mur de 1989. Milana, en ex-Yougoslavie, au sein de FORPRONU au milieu des années 90. Fuyards, dans le maelström de la Russie de Eltsine. À quai, sur le fleuve Elbe à la frontière orientale allemande dans un centre de rétention de candidats à l’Europe au début des années 2000, cela comme l'écrit Jean-Luc Porquet du Canard Enchaîné : « (…) avec une précision documentaire et une absence totale de misérabilisme ». La politique est vue comme l’incarnation d’une puissance qui joue et déjoue les destinées. Cela dans un climat post guerre froide qui n’en finit pas de se terminer. « L’histoire de Renegade Boxing Club, c’est celle des prolongements équivoques des grandes manœuvres de la guerre froide entre fédéraux américains et anciens infiltrés du KGB par ONG interposées».

### Traduction et inspiration
Connu depuis les années 1980 comme traducteur d’anglais et, depuis 2002, du russe, Thierry Marignac expose dans De la traduction littéraire comme stupéfiant, l’influence de cette activité sur sa perception du monde. « Le fait de vivre une part considérable de sa vie dans une ou plusieurs autres langues transforme la personnalité. Notamment parce qu’on devient un réceptacle d’informations, la marchandise suprême de nos jours. Et ce mystère de la transposition d’une langue l’autre, devient partie intégrante de soi-même, on se métisse».
« Mais peut-être (Marignac) est-il tout simplement lucide. Non pas seulement implacable. Il décrit un monde où le métier de traducteur est un métier dangereux – après Le Chant de la mission de John le Carré, idéalisme et don des langues seraient-ils antinomiques? »
De l’interprète volant de Milana, à l’interprète juridique de Renegade Boxing Club, en passant par l’interprète « à la voix sans timbre » de cette tour de Babel qu’est le camp de rétention flottant de À quai, les langues, murmurées ou hurlées, comprises ou incomprises, constituent toujours l’une des lignes de force de ses histoires. Notons que la première phrase de Fasciste son premier roman est : « Moi, je ne suis pas incapable de courage, mais je me paie de mots. » Quelque vingt ans plus tard, et non sans une certaine ironie, elle résume plutôt bien son parcours.

## Œuvres

### Romans
- Fasciste, éditions Payot, 1988,  (ISBN 2-228 88002-7), réédition Hélios noir, 2016,  (ISBN 978-2-917689-86-8)
- Cargaison, éditions Le Rocher, 1992,  (ISBN 2-268-01249-2)
- Milana, éditions Fleuve Noir, 1996  (ISBN 2-265-05349-X)
- Fuyards, éditions Rivages/Noir, 2003,  (ISBN 2-7436-1151-0)
- À Quai, éditions Rivages/Noir, 2006,  (ISBN 2-7436-1490-0) (BNF 40127231)
- Renegade Boxing Club, Gallimard, Série noire, 2009,  (ISBN 978-2-07-012103-8)
- Milieu hostile, éditions Baleine, 2011,  (ISBN 978-2-84219-500-7)
- Morphine Monojet, éditions Le Rocher, 2016,  (ISBN 978-2-268-08164-9)
- Cargo sobre, éditions Vagabonde, 2016  (ISBN 978-2-919067-17-6)
- L'Icône, éditions Les Arènes, 2019  (ISBN 978-2-7112-0108-2)
- Terminal Croisière, éditions Auda Isarn, coll. « Lys Noir » n°18, 2021  (ISBN 2-917295-92-9)
- Photos passées, éditions La Manufacture de livres, 2023,  (ISBN 978-2-38553-023-5)

### Nouvelles
- 9”79, éditions DTV, collection compact-livres, 1989,  (ISBN 2-86219-043-8) (BNF 35028028)
- Scratch, éditions DTV, collection compact-livres, 1994
- Le pays où la mort est moins chère, dans l’anthologie Pollutions, éditions Fleuve Noir, 1999,  (ISBN 2-265-06613-3)
- Maudit soit l'éternel, suivi de Dieu n'a pas que ça à foutre, éditions Les Trois Souhaits, Actus-SF, 2008,  (ISBN 978-2-917689-01-1)
- Le pays où la mort est moins chère, recueil de nouvelles, éditions Moisson Rouge, 2009,  (ISBN 978-2-914833-89-9)

### Document
- Vint, le roman noir des drogues en Ukraine, éditions Payot Documents, 2006.
- La guerre avant la guerre : chronique ukrainienne, Konfident, 180 p., 2023  (ISBN 978-2493837011)

### Essais
- Norman Mailer, économie du machisme, éditions Le Rocher, collection « Les Infréquentables », 1990.
- De la traduction littéraire comme stupéfiant, fascicule-revue DTV-Exotic, 2002. lire ici
- Des chansons pour les sirènes, Essenine, Tchoudakov, Medvedeva, Saltimbanques russes du XXe siècle (avec la collaboration de Kira Sapguir), L'Écarlate, 2012

### Film documentaire
- Un film documentaire sur Norman Mailer, Publicités pour lui-même, diffusé par FR3 le 20 janvier 1999, dans le cadre de l’émission Un siècle d’écrivains.